# Paulin J. Hountondji
Paulin Jidenu Hountondji, född 11 april 1942 i Abidjan i Elfenbenskusten, död
2 februari 2024 i Cotonou i Benin, var en beninsk filosof, akademiker och politiker.
Hountondji studerade vid École Normale Supérieure i Paris och disputerade 1970 på en avhandling om Husserl. Efter kortare perioder av undervisning i Besançon, Kinshasa och Lubumbashi accepterade han en tjänst vid Université Nationale du Bénin i Cotonou, där han sedan undervisade. Under en period på 1990-talet var han inblandad i politiken i egenskap av kritiker av militärdiktaturen och sedermera som minister i en demokratisk regering.
Bland dem som influerat Hountondjis filosofiska arbete finns två av hans lärare under studietiden i Paris, Louis Althusser och Jacques Derrida. Hountondjis rykte bygger främst på hans kritiska studier gällande den afrikanska filosofins väsen. Hans främsta måltavla har varit den etnofilosofi som företrätts av bland andra Placide Tempels och Alexis Kagame. Hountondji menar att en sådan infallsvinkel förväxlar antropologins metoder med filosofins.